# Yhú
Yhú é uma cidade do Paraguai, Departamento Caaguazú. Possui uma população de 37.546 habitantes. Sua economia é baseada na exploração de erva mate, setor florestal, agricultura e pecuária.

## Transporte
O município de San Joaquim é servido pela seguinte rodovia:
- Caminho em pavimento ligando a cidade ao município de Simón Bolívar
- Caminho em pavimento ligando a cidade de Caaguazú ao município de Vaquería[1][2][3]